# Kevin Kwan
Kevin Kwan (nascido em 8 de novembro de 1973) é um romancista de Singapura mais conhecido por seus romances satíricos Crazy Rich Asians, China Rich Girlfriend e Rich People Problems. Em 2014, Kwan foi nomeado como um dos "Cinco escritores para assistir" na lista dos autores mais poderosos de Hollywood, publicada pelo The Hollywood Reporter. Em 2018, Kwan fez a lista da revista Time das 100 pessoas mais influentes e foi introduzido no The Asian Hall of Fame, um projeto da Robert Chinn Foundation estabelecido em 2004.[carece de fontes?]

## Biografia
Kevin Kwan nasceu em Singapura como o caçula de três irmãos, em uma família chinesa tradicional. Seu bisavô, Oh Sian Guan, foi diretor fundador do banco mais antigo de Singapura, a Corporação bancária ultramarina-chinesa. Seu avô paterno, Sir Arthur Kwan Pah Chien M.D., era um oftalmologista que se tornou o primeiro especialista treinado no Ocidente de Singapura e foi condecorado pela rainha Elizabeth II por seus esforços filantrópicos. Seu avô materno, o Rev. Paul Hang Sing Hon, fundou a Igreja Metodista Hinghwa. Kwan também tem parentesco com à atriz americana nascida em Hong Kong, Nancy Kwan.
Enquanto estava em Singapura, Kwan estudou na Escola Anglo-Chinesa e morou com seus avós paternos. O pai e a mãe de Kwan, engenheiro e pianista, respectivamente, mudaram a família para os Estados Unidos quando Kwan tinha 11 anos. A família se mudou para Clear Lake, Texas, e Kwan frequentou a Clear Lake High School, se formando quando ele tinha 16 anos.
Ele freqüentou a Universidade de Houston-Clear Lake, onde se formou em Estudos de Mídia. Se mudou para Manhattan para frequentar a Parsons School of Design, a fim de buscar um bacharelado em Fotografia. Em Nova York, Kwan trabalhou para a Interview Magazine de Andy Warhol, Martha Stewart Living e a empresa de design de Tibor Kalman, M & Co. Em 2000, Kwan abriu seu próprio estúdio de criação, cujos clientes incluem Ted.com, Museum of Modern Art e The New York Times.

## Carreira
Kwan editou I Was Cuba (com fotografias coletadas por Ramiro A. Fernández, publicado em 2007) e co-autor do livro Luck: The Essential Guide with Deborah Aaronson (publicado em 2008).
Kwan se inspirou a escrever Crazy Rich Asians em 2009 enquanto cuidava de seu pai, que estava morrendo de câncer. Kwan e seu pai relembrariam sua vida em Singapura, e Kwan começou a escrever histórias para capturar essas memórias. Mudar-se para os Estados Unidos ocultou sua visão da Ásia e ele se compara a "alguém de fora" quando descreve sua vida em Singapura.

### Crazy Rich Asians
Kwan publicou Crazy Rich Asians em 2013. O livro foi inspirado por sua infância em Singapura; o segundo capítulo foi desenvolvido mais especificamente a partir de um poema que ele havia escrito anos antes, intitulado "Estudo Bíblico de Cingapura". Kwan escreveu o poema, que descreve o grupo de estudo como "uma desculpa para fofocar e mostrar novas jóias" para um curso de escrita criativa na faculdade. No processo de transformar essa cena em um capítulo de um romance, ele foi inspirado a completar a história inteira.
O romance foi descrito como "um imenso épico de simulação multi-geracional que se concentra em um clã de cingapurianos cujas várias facções se reúnem em seus respectivos lares ao redor do mundo para um casamento que é o evento mais comentado do ano entre a aristocracia chinesa internacional." Após a publicação, recebeu críticas positivas, tornou-se um best-seller nacional e internacional e foi traduzido para doze idiomas. Em 2013, a produtora de Jogos Vorazes, Nina Jacobson, garantiu os direitos de filmes para Crazy Rich Asians. O filme foi lançado nos Estados Unidos em 15 de agosto de 2018. Kwan atuou como produtor executivo do filme, uma das condições para a venda dos direitos.

### China Rich Girlfriend
Kwan publicou a primeira sequência de Crazy Rich Asians intitulada China Rich Girlfriend em junho de 2015. Da mesma forma que os Crazy Rich Asians, a China Rich Girlfriend se tornou um best-seller internacional. Em 15 de agosto de 2018, foi relatado que, mesmo antes do lançamento da adaptação cinematográfica de seu primeiro romance, Kwan já tinha a tarefa de desenvolver um filme da sequência China Rich Girlfriend. Em 29 de abril de 2019, a CNBC realizou as filmagens de duas sequências de Crazy Rich Asians que serão lançadas em 2020. China Rich Girlfriend, em abril de 2019, está atualmente em pré-produção.

### Rich People Problems
A terceira e última parte de Kwan da trilogia Crazy Rich, intitulada Rich People Problems, foi lançada em maio de 2017. Em agosto de 2018, a Amazon Studios encomendou uma nova série de drama da Kwan e da STX Entertainment. A série sem nome é ambientada em Hong Kong e segue a "família mais influente e poderosa" junto com seu império comercial.

## serviço militar obrigatório
Em 22 de agosto de 2018, o Ministério da Defesa de Cingapura soube que Kwan é procurado em Singapura por não cumprir sua obrigação de servir o serviço militar obrigatório.
O Ministério da Defesa declarou que Kwan não havia se registrado no Serviço Nacional (NS) em 1990, apesar de avisos e cartas enviados para seu endereço no exterior. Ele também não tinha uma permissão de saída válida para permanecer no exterior. Em 1994, seu pedido e apelo subsequente para renunciar à cidadania de Singapura sem servir ao NS foram rejeitados. Kwan está sujeito a uma multa de até US $ 10.000 e prisão de até três anos após a condenação do crime cometido sob a Lei de Alistamento.